# سيرجيو دي غريغوريو
سيرجيو دي جريجوريو (بالإيطالية: Sergio De Gregorio)‏ (24 فبراير 1946 – 28 يناير 1966) هو سبّاح إيطالي راحل، مثّل بلاده في الألعاب الأولمبية الصيفية 1964.

## روابط خارجية
سيرجيو دي جريجوريو على موقع الاتحاد الدولي للسباحة (الإنجليزية)
- سيرجيو دي جريجوريو على موقع أوليمبيديا (الإنجليزية)